# Đại đồng (tư tưởng)

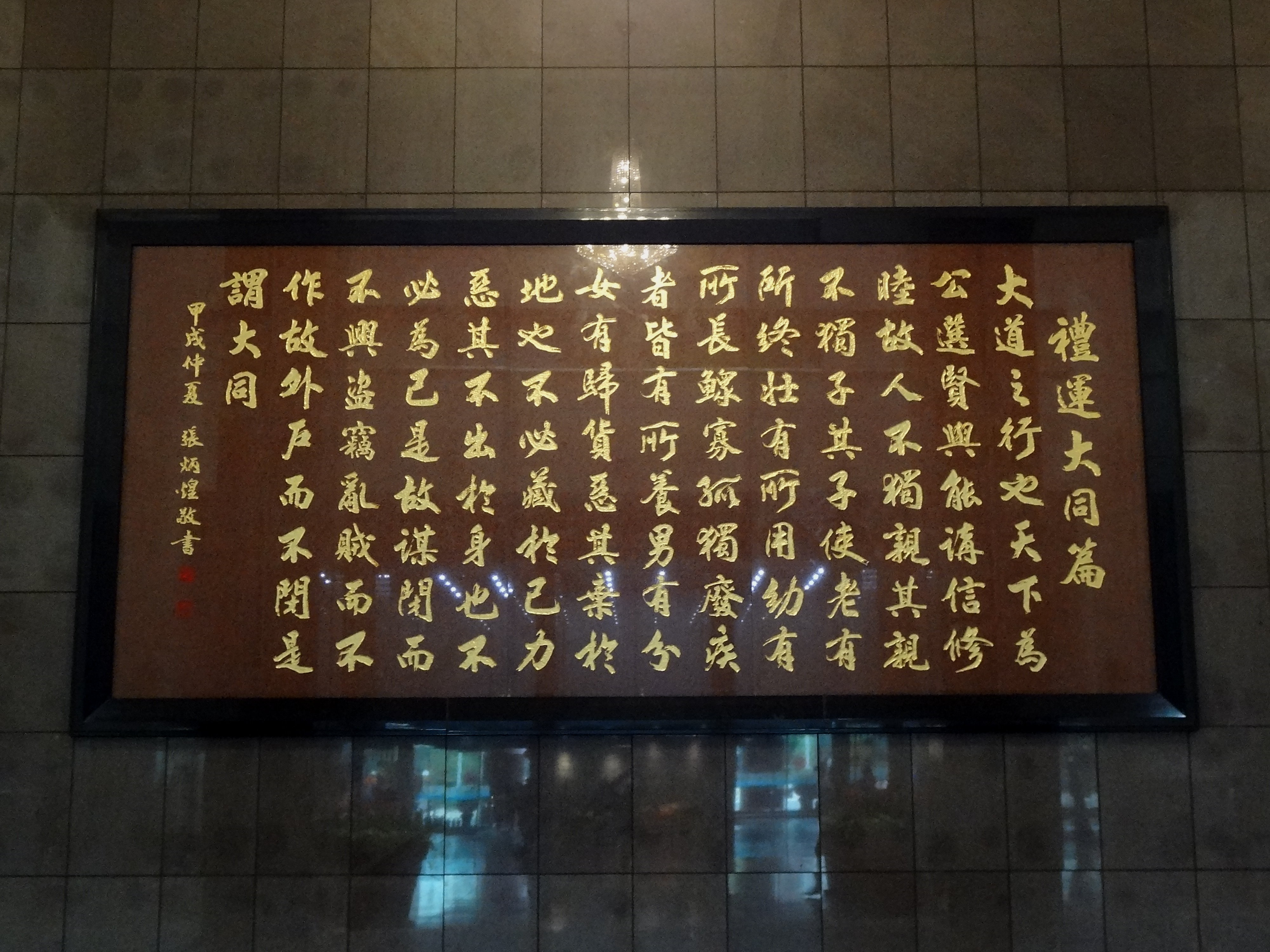
Bức khắc đá thư pháp 「禮運大同篇」của 張炳煌 tại Trụ sở chính quyền thành phố Đài Bắc

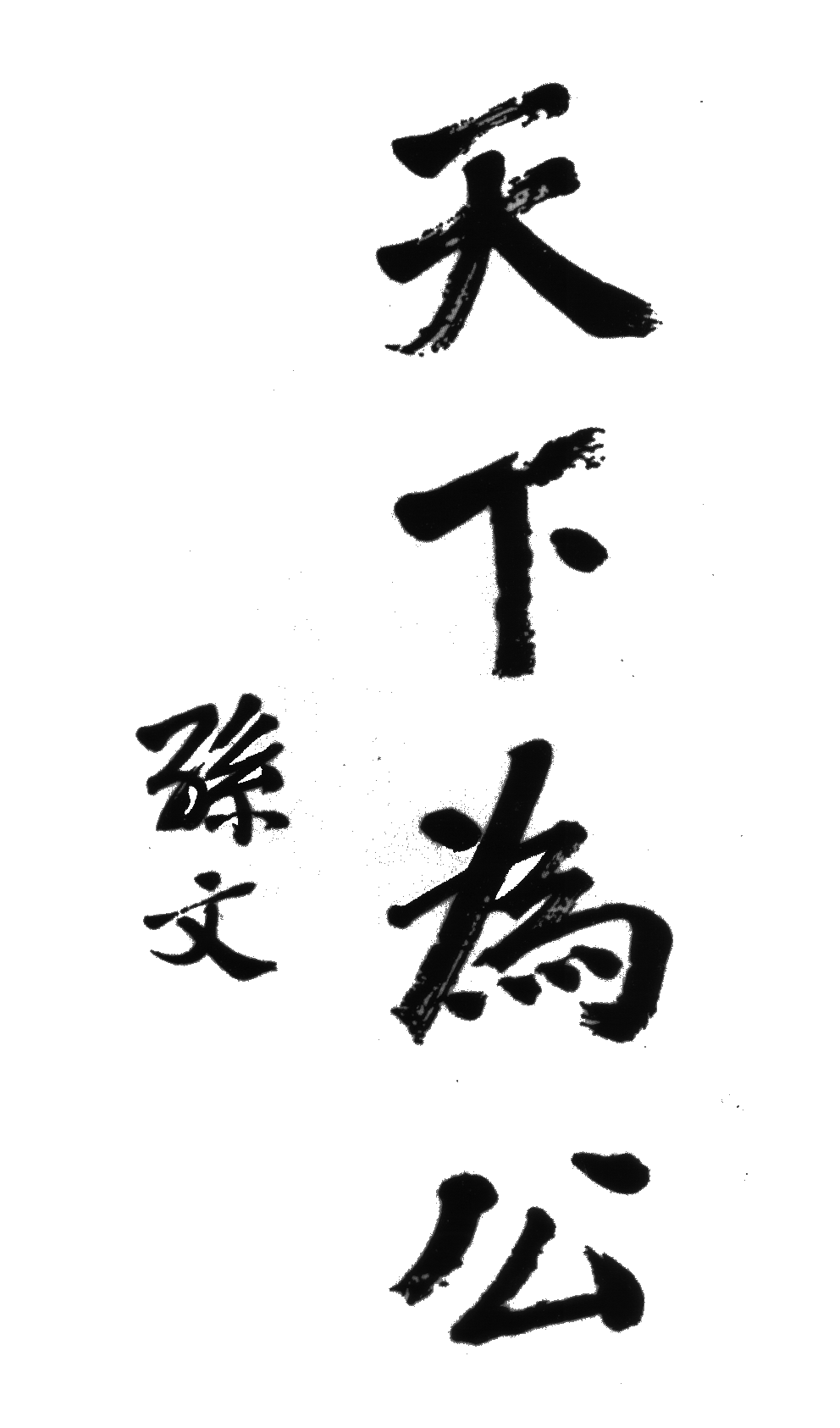
Thiên hạ vi công (thiên hạ là của chung) “天下為公” là một trong những lý luận chính trị chủ yếu của Tôn Trung Sơn.

Đại đồng (tiếng Trung 大同, bính âm: pinyin Dàtóng) là một tư tưởng Utopia từ thời cổ đại của Trung Quốc nói đến một thế giới lý tưởng mà con người có thể đạt tới và thể hiện cho ước muốn lớn về một xã hội tốt đẹp trong tương lai loài người bằng việc người người thương yêu và giúp nhau, nhà nhà an cư lạc nghiệp và thịnh vượng, xã hội tự do và luôn ý thức tự giác vì chung, không cách biệt và xung đột, con người hạnh phúc và đạo đức.

## Xuất xứ và lịch sử
Khái niệm “đại đồng” được nhắc đến trong “Đại đồng chương” (大同章), sách Lễ ký-lễ vận (禮記•禮運) của Khổng Tử:
“ 大道之行也，天下為公，選賢與能，講信修睦，故人不獨親其親，不獨子其子，使老有所終，壯有所用，幼有所長，鰥寡孤獨廢疾者皆有所養；男有分，女有歸。貨惡其棄於地也，不必藏於己；力惡其不出於身也，不必為己，是故謀閉而不興，盜竊亂賊而不作，故外戶而不閉，是謂大同。 ”
"Ở thời đại đạo thực hành thì thiên hạ là của chung, người ta chọn kẻ hiền năng, giảng điều xác thực, thực hiện trên thuận dưới hòa. Cho nên, người ta không chỉ thương kính riêng cha mẹ mình, không riêng yêu con mình. Kẻ già được nuôi dưỡng trọn đời, người trẻ được sử dụng, trẻ con được săn sóc đến trưởng thành, thương người cô đơn mất vợ, thương kẻ lẻ bóng góa chồng, thương người tàn phế tật nguyền đều được nuôi dưỡng; người nam có công việc, người nữ lập gia đình, ghét phí phạm của cải vứt bỏ ra đất, chẳng cần cất giữ cho mình; ghét không ra sức vì người, không ắt vì mình. vì thế: mưu mô chấm dứt không chỗ hưng khởi, trộm cướp và giặc loạn không còn nơi hành động. Thế nên cửa ngõ không cần đóng, đó là thời đại đồng.”
Khái niệm “Đại đồng” cũng được Khang Hữu Vi sử dụng và viết thành cuốn “Đại đồng thư” (大同書)
Tư tưởng “đại đồng” cũng có thể được thấy trong tư tưởng chính trị Tam Dân chủ nghĩa (có luồng diễn giải nó là một kiểu xã hội chủ nghĩa) của Tôn Trung Sơn, được thể hiện qua lời ca của Quốc ca Đài Loan hiện nay:
Quốc ca Đài Loan (Trung Hoa Dân Quốc) có đoạn: “三民主義，吾黨所宗，以建民國，以進大同.” (Tam dân chủ nghĩa, đảng ta đề cao, xây dựng dân quốc, tiến tới đại đồng.). Quốc kỳ ca Đài Loan có đoạn: “毋自暴自棄，毋故步自封，光我民族，促進大同.” (Đừng vội vàng nóng nảy từ bỏ, đừng tự trói buộc mình theo đường lối xưa cũ, làm rạng danh dân tộc ta, tiến tới đại đồng.)

## Các tư tưởng tương tự
Một thế giới lý tưởng tốt đẹp trong tương lai tương tự như thế giới “đại đồng” là ý tưởng xuất hiện rộng rãi trong các tôn giáo, chủ nghĩa, tư tưởng, học thuyết, tác phẩm văn học, nghệ thuật, âm nhạc…
Chẳng hạn theo Cao Đài Từ điển, thế giới đại đồng được định nghĩa rằng “...cả thế giới chung một nhà, không phân biệt quốc gia hay chủng tộc. Xã hội đại đồng là một xã hội trong đó khắp mọi nơi đều hòa bình, an lạc, mọi người đều bình đẳng, không còn phân biệt chủng tộc, quốc gia, xem nhau như anh em một nhà. Đó là một xã hội thái bình an lạc lý tưởng mà nhân loại đều mong ước.”
Ý tưởng về một xã hội (hay cộng đồng) Utopia lý tưởng hoặc hoàn hảo trên mọi mặt (địa đàng trần gian) được thánh Thomas More trong công giáo nêu ra từ thế kỷ XVI.
Trong bài hát “Quốc tế ca”, được hát rộng rãi bởi những người cánh tả có những câu: “C'est la lutte finale, Groupons-nous, et demain, L'Internationale Sera le genre humain.” (Đấu tranh này là trận cuối cùng, kết đoàn lại để ngày mai, L'Internationale sẽ là xã hội của loài người). Chủ nghĩa cộng sản nói về một giai đoạn “làm theo năng lực, hưởng theo nhu cầu” đi đến một xã hội cộng sản lý tưởng.
Ý tưởng về một “ngôi làng toàn cầu” (global village) được Marshall McLuhan đề xướng trong những cuốn sách của mình (The Gutenberg Galaxy: The Making of Typographic Man (1962) và Understanding Media (1964)) nói về một ý tưởng khi thế giới ngày càng hội nhập và gắn kết thông qua phương tiện truyền thông liên lạc hiện đại hình thành lên một cộng đồng thế giới.
Nhà văn Anh James Hilton trong cuốn tiểu thuyết năm 1933, Lost Horizon (chân trời đã mất) của mình đã nói đến một nơi gọi là Shangri-La, là một thung lũng huyền thoại, dẫn đến từ một tu viện Lạt-ma giáo, nằm trong vùng phía tây cuối dãy núi Côn Lôn, được coi như thiên đường hạ giới, đặc biệt với xã hội không tưởng Hymalaya huyền thoại - một vùng đất hạnh phúc vĩnh viễn, biệt lập với thế giới bên ngoài.
Trong rất nhiều các tác phẩm văn học, nghệ thuật, âm nhạc nhắc đến hoặc kêu gọi mọi người chung tay xây dựng một trái đất, một thế giới tốt đẹp, kêu gọi tình yêu thương giữa con người với con người, xóa bỏ hận thù chiến tranh,…Chẳng hạn trong bài hát “Heal the world” (Chữa lành cho thế giới) của Michael Jackson có câu “Heal the world, make it a better place, for you and for me and the entire human race!” (Hãy chữa lành cho thế giới, biến nó trở thành một nơi tốt đẹp hơn, cho bạn, cho tôi và cho toàn nhân loại).